# جوبا (فلم)
جوبا هو فيلم أكشن مصري صدر سنة 2007، من إخراج أحمد سمير فرج، وتأليف محمد رفعت، وإنتاج كامل أبو علي، ومن بطولة مصطفى شعبان، وداليا البحيري، وأحمد سعيد عبد الغني، وغسان مسعود. يحكي الفيلم قصة يوسف الذي يعمل في تركيا كمصور شخصيات مهمة لجهات سرية لا يعرفها، وعندما يلتقي بأشخاص من المقاومة الفلسطينية في إسطنبول، يقومون بتكليفه بمهمة إيصال معلومات هامة للشيخ سليمان في رام الله.

## القصة
يوسف العمري هو رجلٌ متعدد الأوجه، تلتقي في شخصه مواهبُ نادرةٌ وخبراتٌ متراكبة. كان بطلاً لأفريقيا في الرماية، وصحفيًا موهوبًا ومصورًا بارعًا، كما خدم لسنوات جنديًّا ضمن قوات حفظ السلام في مدينة جوبا جنوب السودان. هناك، وبين ركامِ النزاعات وصدى البنادق، حدث ما غيّر مجرى حياته؛ إذ خاض تجربةً ثوريةً غيّرت واقعًا مظلمًا، حتى أن زملاءه من جنسياتٍ متعددةٍ أطلقوا عليه لقب جوبا تقديرًا لما فعله هناك، إذ شبّهوا ما صنعه بثورةِ النهر لجسامةِ أثرها وتدفّقها الذي لا يُقاوَم.
تبدأ حكايةُ الفيلم في زمنٍ لاحق، حين أصبح يوسف أحد أبرز مصوّري الباباراتزي في أوروبا، مستقرًا في تركيا، يلتقط صورًا حصريةً للقاءاتِ شخصياتٍ مرموقةٍ لصالحِ جهاتٍ لا يعرفها وجهًا لوجه. لم يكن يعلم حينها أن تلك المهمات التي ينفذها بدقةٍ مهنيةٍ كانت في خدمة رشيد وريم؛ جنديين في صفوف المقاومة الفلسطينية. وحين اغتيل الاثنان على يد من ظنّه يوسف الشيخ عبدون، انقلبت موازينه.
عاد يوسف إلى مصر، حاملاً معه ميكروفيلمًا بالغ الخطورة، يتعين تسليمه إلى الشيخ سليمان في فلسطين. وهناك، وفي قلبِ أرض الصراع، اتخذ قراره الحاسم بالانضمام إلى المقاومة. ومع توالي العمليات، انكشف له ما لم يكن في الحسبان: رشيد لم يمت، بل كان لا يزال حيًّا وخائنًا.
لم يتردد يوسف؛ واجه رشيد وقتله، ثم توجّه بمهاراته القتالية وخبراته كمصوّرٍ قنّاصٍ ليُصبح كابوسًا مرعبًا لجنود الاحتلال، يُنفّذ عملياته بإتقانٍ نادر، ويُوثّقها بعدسته في لقطاتٍ صامتة تنطق بالبطولة. ومنذ ذلك الحين، لم يُعرف إلا بلقب القنّاص الشهير.

## طاقم التمثيل
- مصطفى شعبان بدور يوسف العمري
- داليا البحيري بدور ريم عبد الله العابد
- أحمد سعيد عبد الغني بدور رشيد
- غسان مسعود بدور الشيخ سليمان العابد
- نادين سلامة بدور لمى سليمان العابد
- محسن منصور بدور رمزي
- ميرفت سعيد بدور والدة يوسف
- صبري عبد المنعم بدور والد يوسف
- أحمد عزمي بدور محمود العمري
- عبد الحكيم قطيفان بدور عبدون

## الإطلاق
عُرض الفيلم في عيد الأضحى لعام 1428 هـ.

## وصلات خارجية
- مقالات تستعمل روابط فنية بلا صلة مع ويكي بيانات